# Oferta pública
Uma oferta pública, no mercado de capitais, é uma proposta de negócio feita  publicamente e dirigida, ao mesmo tempo, a todos os investidores.  Os principais tipos de ofertas públicas são: 
- Oferta pública de subscrição (OPS), na qual uma empresa ou fundo de investimento anuncia publicamente aos investidores que vai emitir ações, obrigações ou unidades de participação, propondo-lhes  que as subscrevam (comprando)
- Oferta pública de venda (OPV), em que uma empresa ou um investidor anuncia publicamente aos investidores que está vendendo determinados valores mobiliários.
- Oferta pública inicial (conhecida como IPO, iniciais da expressão inglesa Initial Public Offering) ou lançamento no mercado de ações é um tipo de oferta pública na qual as ações de uma empresa geralmente são vendidas a investidores institucionais, os quais, por sua vez, vendem essas ações ao público em geral, em bolsa de valores, pela primeira vez.
- Oferta pública de aquisição (OPA) é aquela em que uma empresa ou um investidor anuncia publicamente aos investidores  que deseja comprar determinados valores mobiliários;
- Oferta pública de troca (OPT) ocorre quando uma empresa ou um investidor anuncia que se propõe a comprar  determinados valores mobiliários, entregando em pagamento outros valores mobiliários.